# Czaadajewka (osiedle typu miejskiego)
Czaadajewka (ros. Чаадаевка) – osiedle typu miejskiego w Rosji, w obwodzie penzeńskim, w rejonie gorodiszczeńskim. W 2010 liczyło 7599 mieszkańców.